# (25811) Richardteo
(25811) Richardteo est un astéroïde de la ceinture principale.

## Description
(25811) Richardteo est un astéroïde de la ceinture principale. Il fut découvert le 26 février 2000 à Rock Finder par William Kwong Yu Yeung. Il présente une orbite caractérisée par un demi-grand axe de 2,93 UA, une excentricité de 0,07 et une inclinaison de 1,7° par rapport à l'écliptique.

## Compléments